# إميلي هيوسون
إميلي هيوسون (بالإنجليزية: Emily Hewson)‏ مواليد 31 يوليو 1982م، هي لاعبة كرة مضرب أسترالية بدأت مسيرتها كمحترفة سنة 2001م تلعب باليد اليمنى. أعلى تصنيف لها في الفردي كان المركز الـ 314 في سنة 2007م. بينما حققت المركز 204 في تصنيف الزوجي وذلك بتاريخ 25 فبراير 2008م ليكون أعلى ترتيب لها لحد الآن.

## روابط خارجية
- إميلي هيوسون على موقع رابطة محترفات التنس (الإنجليزية)
- إميلي هيوسون على موقع الاتحاد الدولي لكرة المضرب (الإنجليزية)
- إميلي هيوسون على موقع إي إس بي إن.كوم (الإنجليزية)